# SERAFIN-PH
Pour les articles homonymes, voir Serafin.
Le projet « Services et établissements : réforme pour une adéquation des financements aux parcours des personnes handicapées (SERAFIN-PH) » est une réforme de la tarification des établissements médico-sociaux lancée en 2014 par le gouvernement français et actuellement expérimentée dans certains établissements avant d'être entièrement déployée à compter de 2025.
Cette réforme est souvent comparée, notamment par ses opposants, à la tarification à l'activité déjà imposée à l'hôpital en France et mise en place en 2004 dans le public et 2005 dans le privé

## Présentation

### Définition et objectifs
Le terme SERAFIN-PH, est l'acronyme de : « Services et Établissements : Réforme pour une Adéquation des FINancements au parcours des Personnes Handicapées ». Ce projet, organisé sur plusieurs années (2014 à 2025), a pour but d'établir un nouveau système de tarification des ESMS (établissements médico-sociaux) accueillant les personnes en situation de handicap, lesquels sont encore majoritairement financés sur la base de dotations globales négociées chaque année.
Selon le site du ministère chargé des personnes handicapées, dirigé par Fadila Khattabi entre juillet 2023 et septembre 2024, cette réforme « vise à adapter les financements au parcours de vie des personnes handicapées et à soutenir la transformation de l’offre d’accompagnement et de soins coordonnés par les établissements et services. » Cette réforme, dont une expérimentation a été menée en 2022 dans 10 % des ESMS, était initialement prévue pour être appliquée en 2024 mais ne sera mise en place qu'en 2025,

Galerie des différents secrétaires d'état ou ministres chargés des personnes handicapées depuis le lancement du projet en 2014
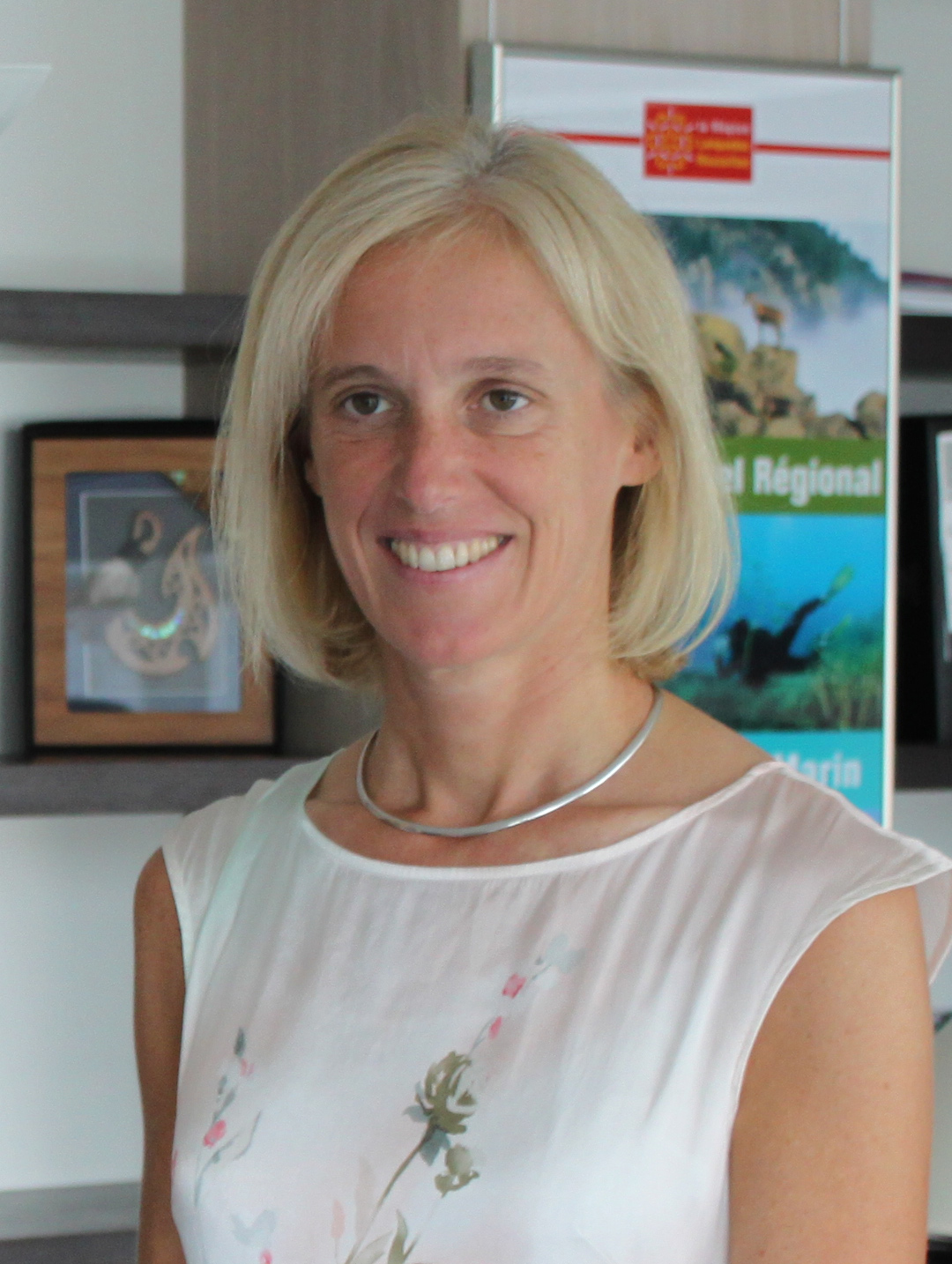
Ségolène Neuville (avril 2014 - mai 2017)
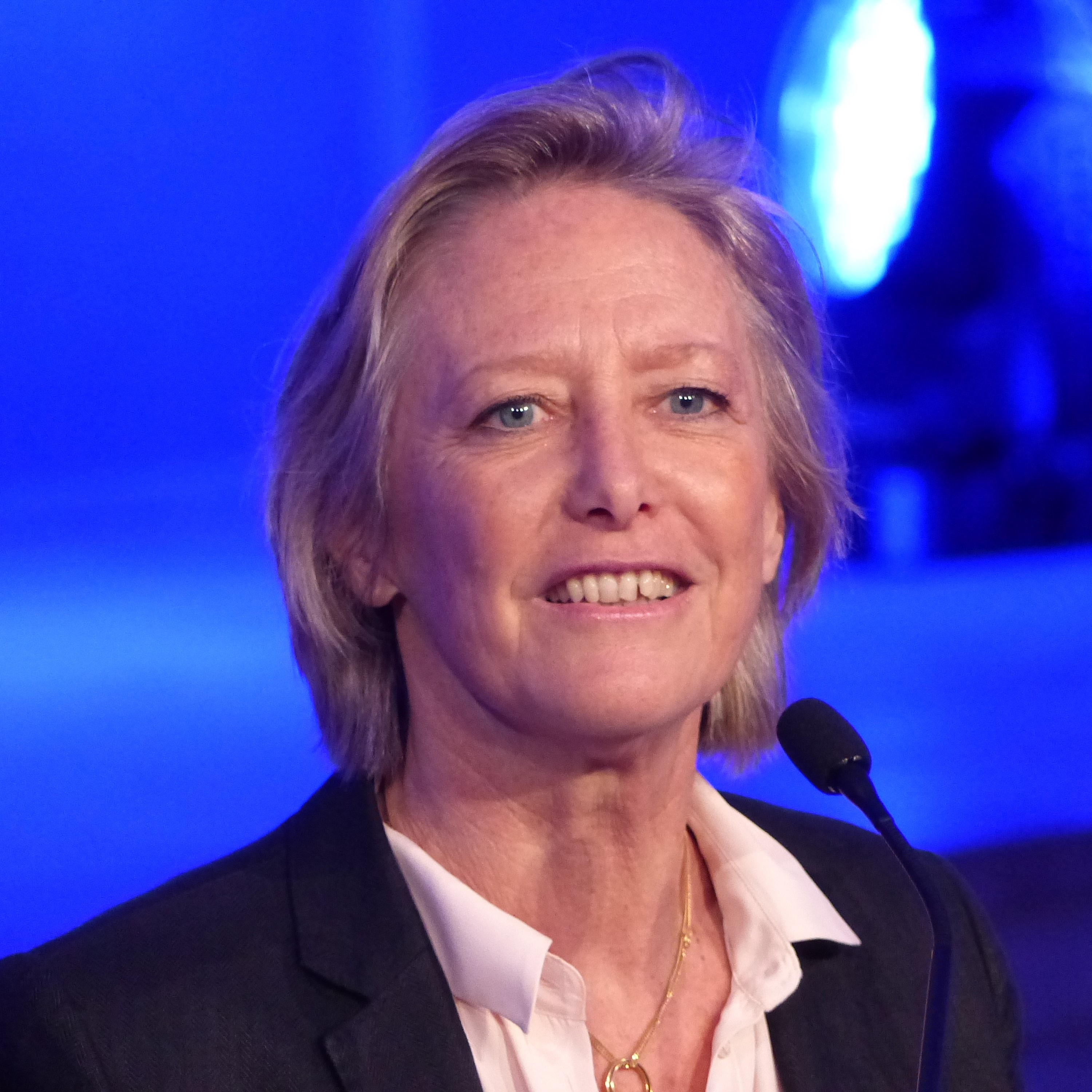
Sophie Cluzel (mai 2017 - mai 2022)
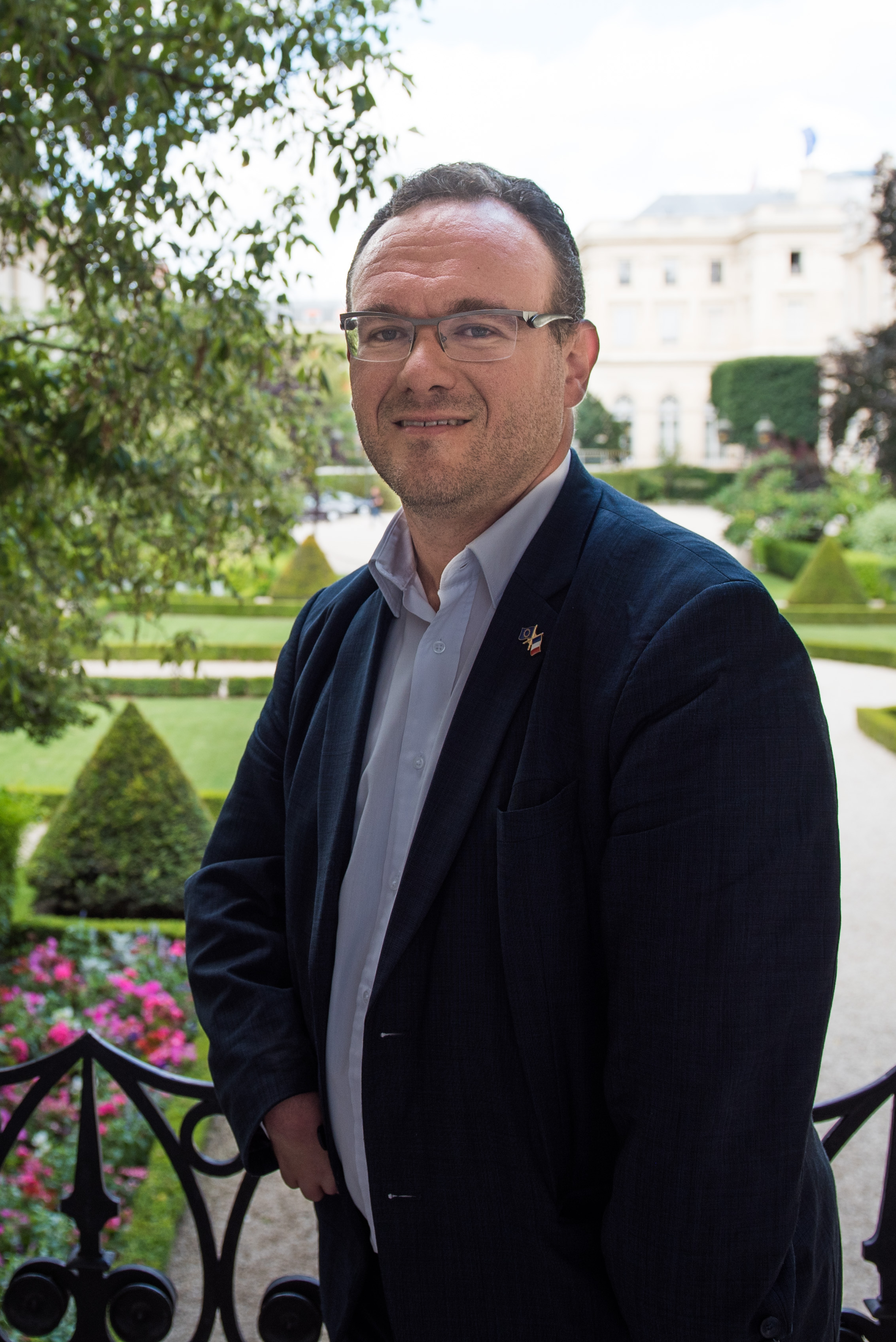
Damien Abad (mai - juillet 2022)
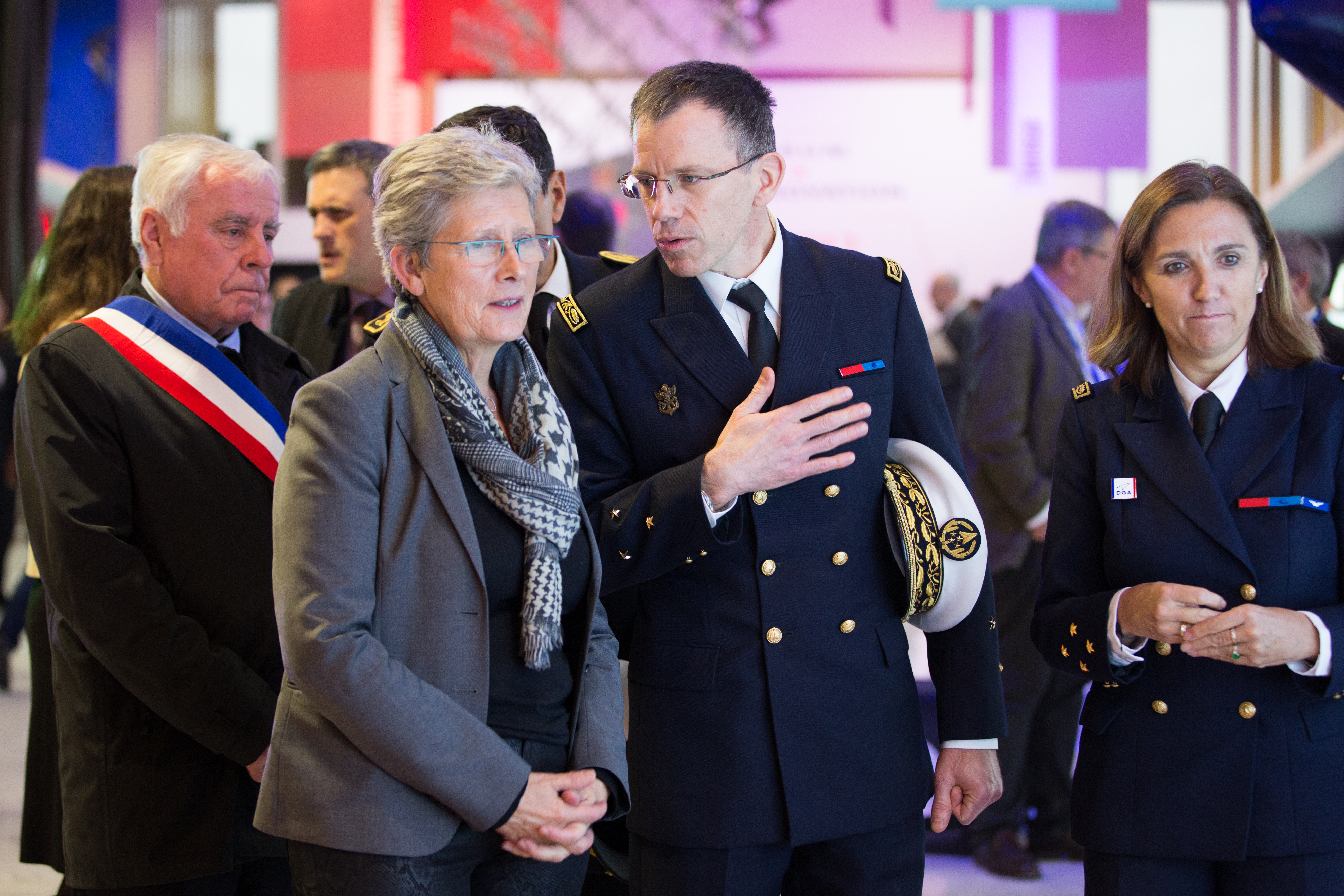
Geneviève Darrieussecq (juillet 2022 - juillet 2023).
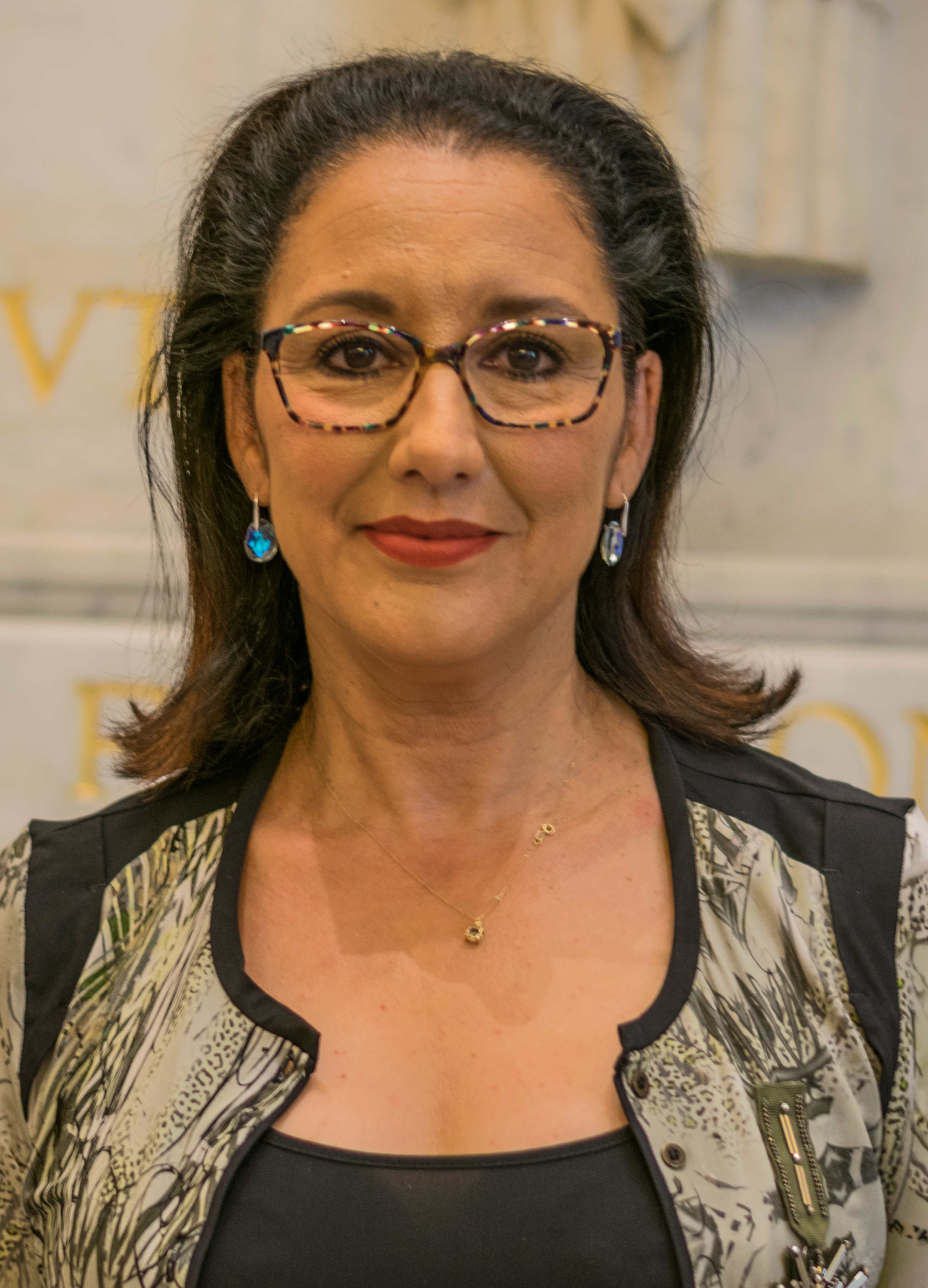
Fadila Khattabi, depuis le 20 juillet 2023

### Historique et situation actuelle
Dans un contexte de crise du secteur social et médico-social en France, le projet SERAFIN-PH fait suite à diverses études dont le rapport Vachey-Jeannet (« Réforme de la tarification des établissements et services pour personnes handicapées »)  et le rapport Piveteau (zéro sans solution), les rédacteurs de ce projet décident de mettre en place une nécessaire adaptation, à leurs yeux, de l’offre aux besoins des personnes tout en entreprenant une réforme du financement du secteur médico-social.

### Organisation
Dès son lancement, ce projet est copiloté par Caisse nationale de solidarité pour l'autonomie (CNSA) qui contribue au financement de l'aide à l'autonomie des personnes âgées et des personnes handicapées, via les ARS auprès des conseils départementaux et par la Direction générale de la cohésion sociale (DGCS), rattachée au ministère des Solidarités. Le CNSA et la DGCS, associés à l’Agence technique de l’information sur l’hospitalisation(ATIH) ont recruté 1253 structures médico-sociales afin de consolider le pré-modèle de cette nouvelle forme de tarification avant son lancement.
Il existe au sein de ce projet plusieurs instances composées de représentants au niveau politique, associatif, techniques, bureaucratiques et scientifiques, dont,:
- Le Comité stratégique (COSTRAT), présidé par la secrétaire d’État chargée des personnes handicapées
- Le Groupe Technique National (GTN) est composé de représentants des associations de personnes handicapées et d’employeurs, des financeurs (CNAM et départements), des acteurs territoriaux (ARS, départements, MDPH), des organismes nationaux (publics ou associatifs : ANCREAI, ANAP, HAS, ATIH, EHESP), de différentes directions d’administration centrale et de la CNSA
- Le comité scientifique, présidé par le Dr Alain Colvez.

### Nomenclature et grilles
La nomenclature SERAFIN-PH concerne les établissements et les services pour les personnes handicapées en France. Une grille a été établie en fonction des besoins et des prestations à l'égard :
- des personnes en situation de handicap ;
- de l’entourage des personnes en situation de handicap, leurs aidants et représentants légaux ;
- des MDPH et les maisons départementales de l’autonomie (MDA) ;
- des acteurs de l’accompagnement : ESMS, acteurs des secteurs de la santé et de la cohésion sociale, acteurs de droit commun (de l’enseignement, de l’emploi, du sport, de la culture…) ;
- des organismes gestionnaires d’ESMS et les fédérations et associations nationales et régionales : centres régionaux d’études, d’actions et d’informations (CREAI) notamment ;
- des autorités de tarification et de contrôle : ARS, conseils départementaux (CD), services déconcentrés de l’État (directions régionales de la jeunesse, des sports et de la cohésion sociale – DRJSCS)… ;
- des dispositifs de coordination : communautés territoriales d’accompagnement « 360 », dispositifs d’appui à la coordination (DAC) et de prévention (dont les contrats locaux de santé) ;
- des différentes agences publiques nationales et opérateurs de l’État ; - les caisses de sécurité sociale des branches maladie et famille en particulier.

### Établissements concernés

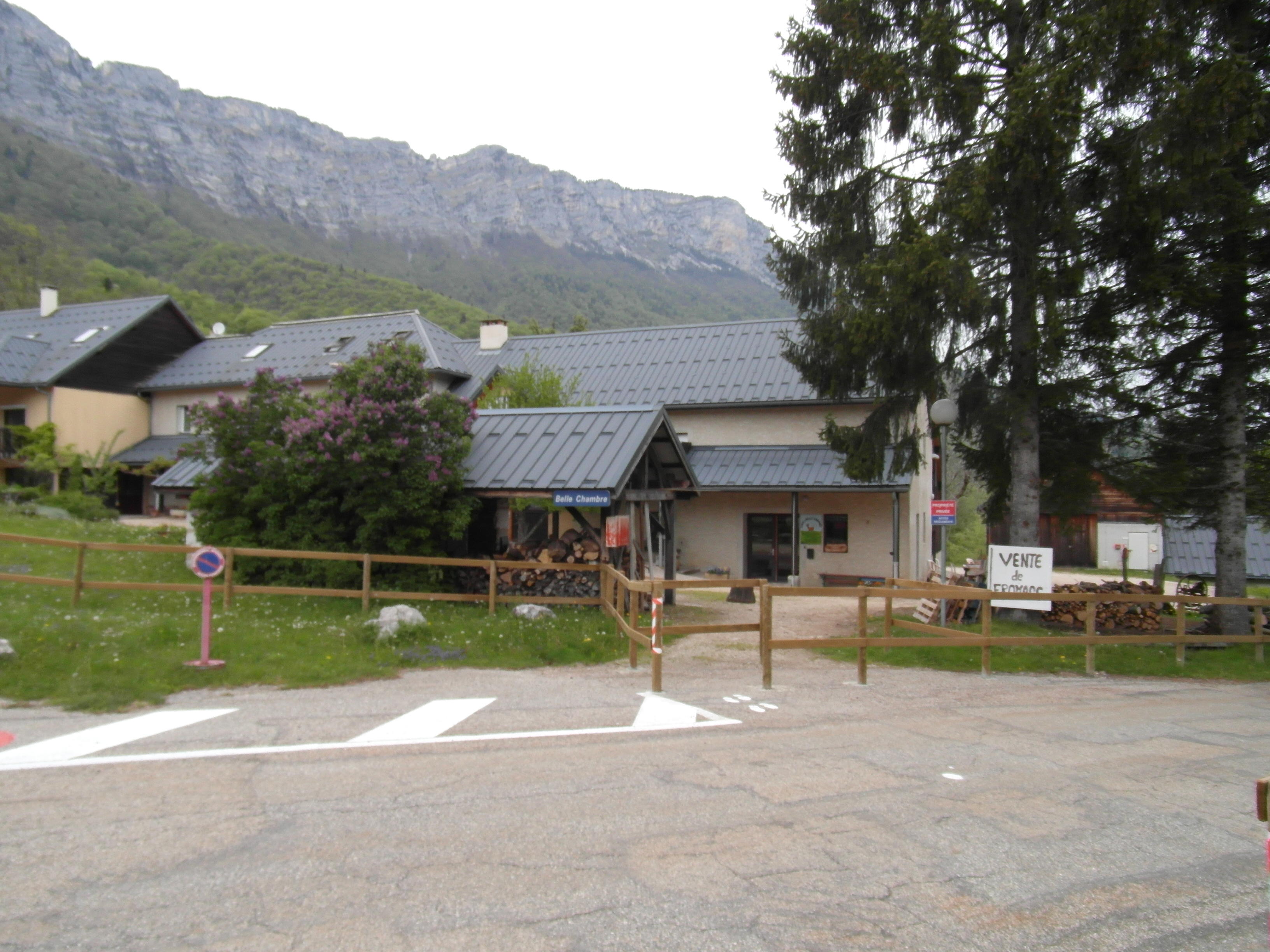
La ferme de Bellechambre, foyer de vie pour adultes présentant des troubles du spectre autistique, située en Isère, est concernée par la réforme SERAFIN-PH.

Cette réforme concerne plusieurs établissements accueillant des personnes handicapées :
- Les ESAT (établissement et service d’aide par le travail).
- Les foyers d’hébergement (Maison d'accueil spécialisée, Foyer d'accueil médicalisé et Foyer de vie)
- Les SAVS (service d’accompagnement à la vie sociale).
- Les IME (Institut médico-éducatif).

### Vers une simplification des procédures de financement?
Cette reforme n'apporte pas forcément un changement radical du système de financement qui, dans son évolution, privilégierait une solution mixte de financement. La totalité du calcul budgétaire ne porterait pas uniquement sur la prise en charge de chaque bénéficiaire à travers le financement de son projet personnalisé d’accompagnement mais seulement sur une partie du budget et sur des prestations précises qui restent à déterminer. Le reste du budget devrait être aloué à l’établissement et déterminé dans le cadre du  d'un Contrat Pluriannuel d’Objectifs et de Moyens (CPOM).
Cette réforme implique une plus grande utilisation de l'outil numérique avec un système informatique capable d'être en mesure d'assimiler l'ensemble des données pertinentes pour les usagers que ce soit d'un point de vue médical, administratif et de son projet personnalisé.
Nadia Zeghmar, directrice Générale de L'IREIS (devenue l'ENSEIS - École Nationale des Solidarités, de l’Encadrement et de l’Intervention Sociale -) avait déjà souligné en 2020 que le principal risque de cette réforme pourrait porter sur le fait que la personne humaine risque de disparaître derrière le financement de l’acte codifié, « sans aucune vision globale de l’individu dans son rapport à sa place et à sa société ». Selon une tribune publiée dans le journal spécialisé ASH, cette réforme pourrait également entraîner une dérégulation du secteur médico-social, du fait de la mise en concurrence par l’arrivée d’opérateurs privés.

## Critiques et oppositions

### Au niveau familial et professionnel
Dans une tribune parue dans le journal Le Monde, les membres de deux collectifs de professionnels et de parents s’alarment sur cette réforme qui, selon eux, menace ces institutions médico-sociales au profit de « plates-formes de service ». Cette tribune qui évoque une manque de 45 000 places en institution au niveau national considèrent que SERAFIN-PH met en péril ces établissements accueillant les populations les plus touchées par le handicap afin d'avantager une politique de l'inclusion en milieu ordinaire, considérée comme moins ségrégative mais surtout moins coûteuse pour l'État.
Des salariées du secteur médico-social spécialisées dans le handicap et issus du collectif marseillais « Le Social Brûle », ont créé une commission de lutte contre SERAFIN-PH. Les membres de ce groupe dénoncent cette réforme qu'elles accusent de « s'immiscer dans leurs pratiques » pointant notamment l'aspect tarifaire des nomenclatures qui irait à l'opposé de leurs pratiques quotidiennes avec les enfants et les adultes les moins autonomes.

### Au niveau juridique
Le cabinet Accens Avocats Conseils, spécialisé dans le Droit des Établissements ou Service sociaux ou Médico-Sociaux (ESMS), rappelle que SERAFIN-PH a bien la structure d'une tarification à l'activité (T2A). Il conteste le communiqué de presse du 13 février 2023 de la ministre déléguée Geneviève Darieussecq. Celle-ci affirmait que le caractère "hybride" du dispositif le distinguait de la T2A. En réponse, les juristes critiquent "le sophisme de la négation de la T2A" et insistent sur le fait que le modèle mixte de tarification a été inventé avec la T2A sanitaire. De manière générale, SERAFIN-PH leur apparaît comme une mesure d'austérité budgétaire dans le sillage des politiques menées selon les principes du New Public Management.

### Au niveau politique

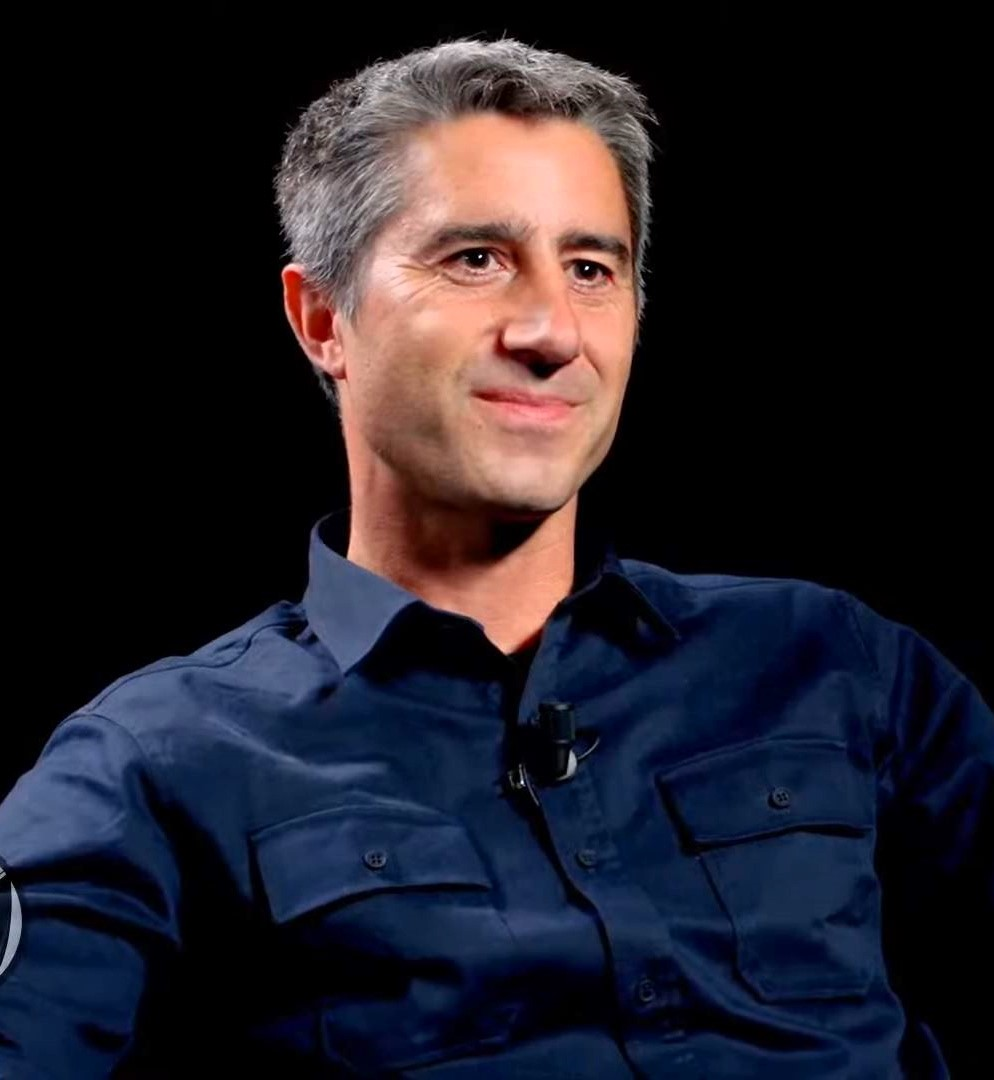
Le député François Ruffin est signataire d'une tribune dénonçant le projet SERAFIN-PH

Le 7 février 2023, le député Hendrik Davi rattaché au groupe LFI dépose une question écrite (n° 5353) au gouvernement d'Élisabeth Borne et dans lequel il indique que le « dispositif Serafin-PH qui risque de dégrader profondément le service public d’accompagnement des personnes en situation de handicap » et précise en outre que cette tarification à l'acte [...] ne dit pas son nom et [...] « déshumanise le travail social.». La réponse du gouvernement indique que « la réforme SERAFIN PH ne serait pas une tarification à l'acte mais une tarification permettant aux personnes handicapées d'être au cœur de leur projet de vie, pilote de leur parcours de vie. » et précise que la véritable « expérimentation » de cette réforme aura lieu durant la période 2024-2025, à travers une « étude d'impact » sur les 3 400 ESMS de l'enfance concernés par la première vague de déploiement.
Sept députés NUPES, issus des groupes LFI (dont François Ruffin et Hendrik Davi), PS et EELV publient sur le site du magazine Politis, le 7 mai 2023, un texte pour dénoncer la réforme SERAFIN-PH qu'ils considèrent comme largement inspirée de la tarification à l’acte de l’hôpital public (en voie d'abandon en 2023 à la demande d'Emmanuel Macron). Selon ces élus, ce projet « va dégrader profondément le service public d’accompagnement des personnes en situation de handicap. » Cette tribune précise que cette réforme strictement financière va « standardiser les accompagnements sur la base de saisies informatiques déshumanisantes qui vont génèrer d’importants risques psychosociaux, chez les salariées. » La tribune conclue que cette réforme est archaïque et dangereuse pour les personnes hébergées et les salariés.

Dans un article publié le 6 juillet 2023 dans L'Anticapitaliste, des membres de la Commission santé sécu, social du Nouveau Parti anticapitaliste (NPA) dénoncent la casse du service public et considèrent SERAFIN-PH comme « un nouvel instrument de libéralisation des politiques sociales ».

### Au niveau syndical
Dans un communiqué, la CGT Action sociale veut dénoncer cette tarification à l'acte déjà imposée à l'hôpital qui gagne le secteur de la prise en charge de la personne handicapée. Selon le syndicat, cette réforme viserait la mise en concurrence des établissements entre eux, la réduction des coûts des prises en charge qui réduira de façon importante les budgets de ces établissements mettant en danger les projets institutionnels.
Le 2 février 2023, une partie du personnel de l'Institut d'éducation motrice du Jard, un établissement géré par APF France handicap et situé à Voisenon en Seine-et-Marne, a débrayé afin de protester contre la réforme SERAFIN-PH, faisant suite à un mouvement a commencé en novembre 2021 à Rennes (Ille-et-Vilaine). Un éducateur lié à ce mouvement a expliqué qu'il veut « lutter contre l’ubérisation du secteur. ».